# Francesco Zahra
Francesco Vincenzo Zahra (malt. Franġisk Zahra, ochrzczony 15 grudnia 1710, zm. 19 sierpnia 1773) – maltański malarz religijny, tworzący głównie w stylu neapolitańskiego baroku. Jego prace można znaleźć w wielu kościołach na wyspach maltańskich, jak też w prywatnych kolekcjach i muzeach. Uważany jest za największego malarza XVIII-wiecznej Malty.

## Życiorys

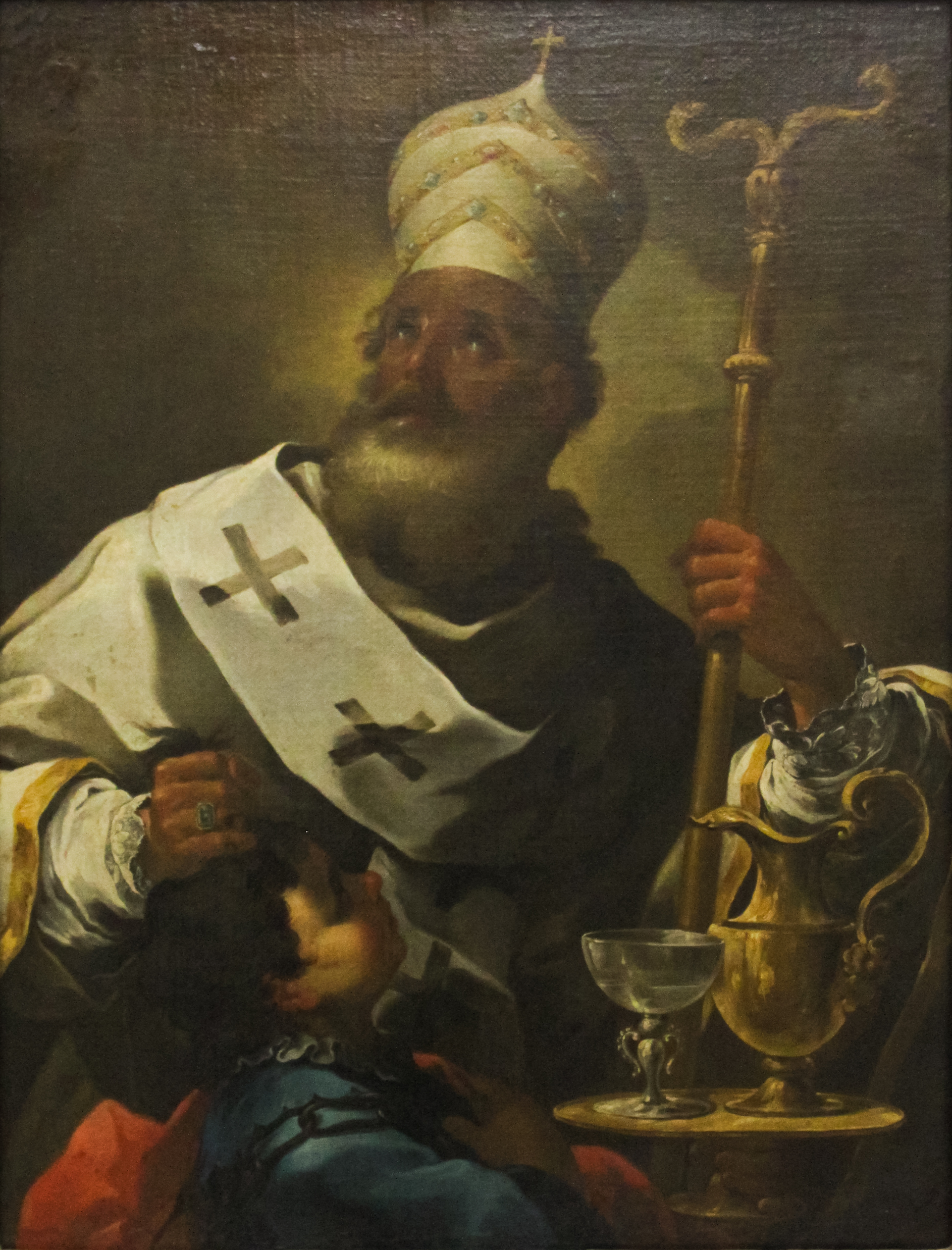
Święty Mikołaj z Miry, Narodowe Muzeum Sztuk Pięknych w Valletcie

Francesco Zahra urodził się w Isli (Senglea) jako syn rzeźbiarza w kamieniu Pietro Paolo Zahry oraz jego żony Augustii de domo Casanova. Jego dokładna data urodzenia nie jest znana, lecz wiadomo, że został ochrzczony 15 grudnia 1710 w kościele parafialnym w Senglei. Niewiele wiadomo o jego młodości, lecz najprawdopodobniej otrzymał on dobrą edukację.
Francesco przeniósł się ze swojej rodzinnej Isli do stolicy kraju, Valletty. 26 lutego 1743 poślubił Teresę Fenech, ich małżeństwo trwało do jej przedwczesnej śmierci 27 maja 1751. Mieli razem pięcioro dzieci, z których dwoje zmarło w wieku niemowlęcym. Francesco Zahra zmarł 19 sierpnia 1773, w wieku 62 lat.

## Kariera
Malarska kariera Zahry trwała cztery dekady, został uznany za największego malarza Malty XVIII wieku. Tworzył w stylu barokowym, pod mocnym wpływem sceny artystycznej Neapolu. Wśród jego prac jest wiele obrazów religijnych, w tym obrazy tytularne i inne monumentalne obrazy dla kościołów, malowidła na sklepieniach oraz dewocyjne obrazy na prywatne zamówienia. Jest również odpowiedzialny za wykonanie pewnej liczby portretów, malowideł nastawy ołtarzowej, niektórych mebli w kościołach oraz prac w marmurze.
Zahra zaczął malować w młodym wieku, prawdopodobnie w latach trzydziestych XVIII wieku, będąc szkolonym w pracowni Gio Nicola Buhagiara. Około 1740 jego styl zaczął dojrzewać i rozwijać się bardziej, niż jego nauczyciela Buhagiara. Zahra stał się najbardziej płodnym maltańskim malarzem około 1745, rywalizując z francuskim artystą Antoine de Favrayem, który wówczas pracował na Malcie. Styl Zahry rozwijał się przez lata, a około połowy lat pięćdziesiątych XVIII wieku jego postacie i atmosfera jego obrazów zmieniły się, pokazując wpływy Mattia Pretiego i samego Favraya.
Pierwsze znaczące zamówienie Zahra otrzymał w 1732, kiedy to namalował dla kościoła Santa Maria della Grotta w Rabacie nastawę ołtarzową typu pala, przedstawiającą Trzech dominikańskich Świętych adorujących Najświętsze Imię Jezusa. Jego najznamienitszą pracą są obrazy na suficie sali kapituły katedry w Mdinie, wykonane w 1756.

## Prace

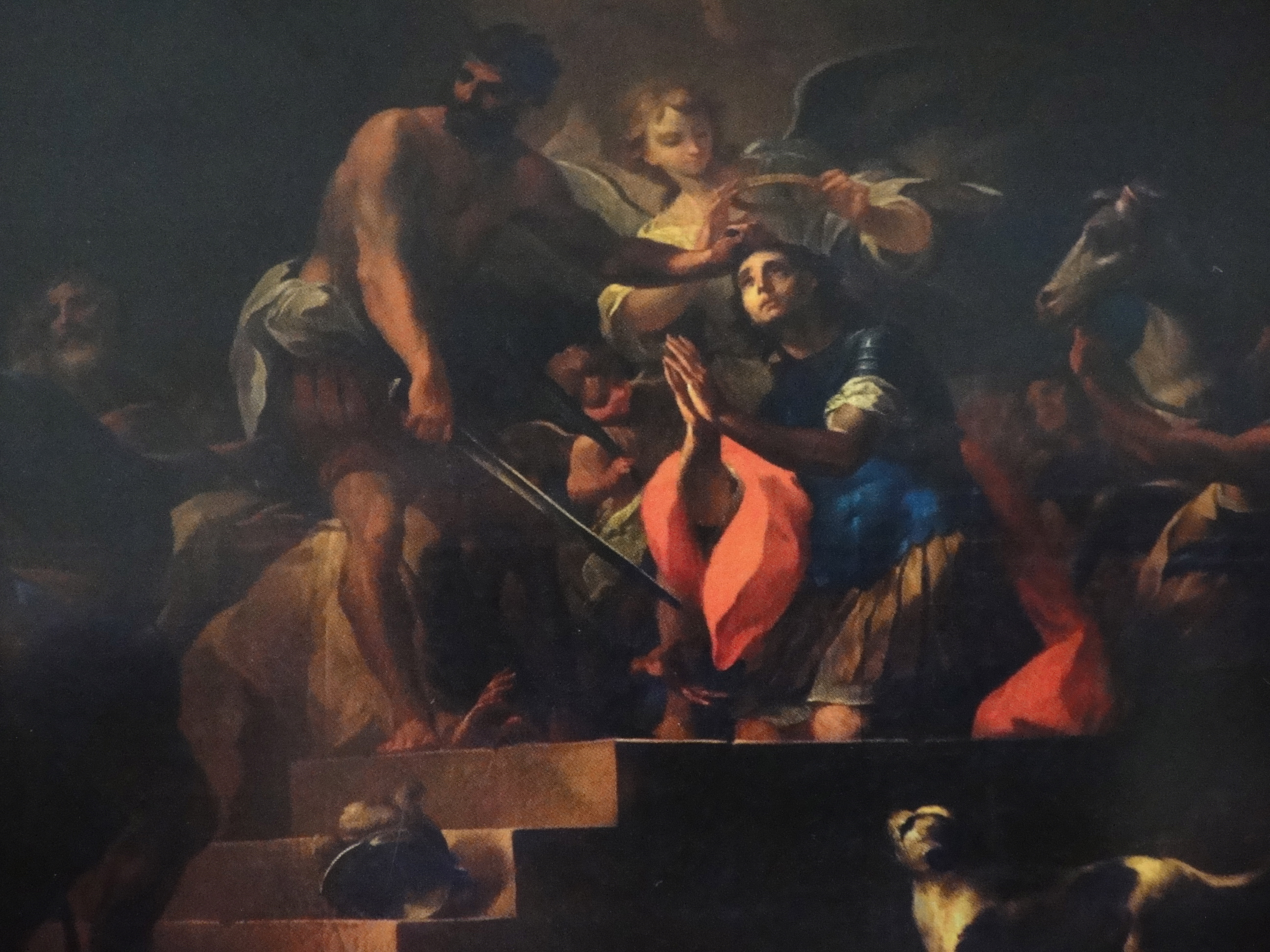
Ścięcie św. Jerzego (1763), Bazylika św. Jerzego, Victoria, Gozo

Prace Zahry można znaleźć w wielu kościołach na Malcie, jak też w prywatnych kolekcjach i muzeach. Najznamienitsze znajdują się w katedrze św. Pawła w Mdinie, the katedrze Wniebowzięcia na Gozo, kościołach parafialnych w Attard, Balzan, Birkirkarze, Florianie, Għarb, Għargħur, Għaxaq, Gudji, Liji, Marsaxlokk, Moście, Naxxar, Qormi, Rabacie, Isli, Siġġiewi, Sliemie, Tarxien, Valletcie, Victorii, Xagħra, Xewkiji, Żabbar, Żebbuġ, Żejtun i Żurrieq, a także w wielu innych kościołach i kaplicach.
Niektóre prace wystawiane są w Narodowym Muzeum Sztuk Pięknych w Valletcie, a także w muzeum Wignacourta w Rabacie.